# Association sportive mulhousienne (football)
Ne doit pas être confondu avec FC Mulhouse.
L'Association sportive mulhousienne est un club de football fondé en 1903 à Mulhouse, qui était une section du club omnisports de l'AS Mulhouse. Le 22 juin 2002, il fusionne avec le Red Star Mulhouse pour former l'Association Sportive Red Star Mulhouse Football puis en 2023 devient Mulhouse Foot Réunis.

## Historique
Le club nait en 1903 de la fusion de l'Union et des Sports réunis. C'est ainsi le cinquième club de football à s'enregistrer auprès de la ligue d'Alsace, après l'AS Strasbourg en 1890, le FC Mulhouse en 1893, le FC Haguenau en 1900, et le Red Star Strasbourg en 1901.
La Première Guerre mondiale a des conséquences lourdes sur le club, qui doit fusionner avec le FC Britania Mulhouse pour repartir. En 1919, il s'installe au Stade du Vélodrôme. Le club devient champion du Haut-Rhin en 1922, puis champion d'Alsace en 1923. En 1928, le club devient le CA Mulhousien, en raison d'une fusion avec le CS Olympique.
En 1930, le club élimine le FC Sochaux de la coupe de France de football, avant d'être éliminé par le CA Messin en trente-deuxième de finale, par quatre buts à zéro. Le 18 décembre 1932, le club élimine l'Olympique de Marseille sur le score de 4-0, avant d'être sorti au stade des seizièmes de finale par le RC Paris, sur le même score, lors d'un match joué à Strasbourg.
Durant la deuxième guerre, l'ASM prend successivement les noms de « Allgemeiner Sportverein Mulhause » puis de « Spielvereinigung Mulhausen ». Le club participe à la Gauliga Elsass 1940-1941, où il finit cinquième du groupe Haute-Alsace, puis à la Gauliga Elsass 1941-1942, qui voit le club relégué en Bezirksliga. En tout, pendant la guerre, ce ne sont pas moins de 30 joueurs qui perdent la vie.[réf. nécessaire]
Dans les années 1950, le club, qui a repris le nom d'AS Mulhouse, finit plusieurs fois deuxième, puis enfin champion de DH Alsace en 1955. La saison suivante le voit donc participer au CFA Est. Le club retourne en Division d'Honneur au bout d'une seule saison. Néanmoins, les Mulhousiens font à nouveau parler d'eux en 1957, en éliminant l'AS troyenne et savinienne, alors finaliste en 1956. On notera un derby de Mulhouse entre Association sportive de Mulhouse et Football Club de Mulhouse, au stade des trente-deuxième de finale de la Coupe de France, perdu 5-2 par les joueurs de l'ASM.
En 1962, le club finit champion de Division d'Honneur Alsace, et accède à nouveau au Championnat de France amateur de football. Affecté au groupe Est, il parvient cette fois à se maintenir, avec une dixième place obtenue grâce à un bilan toutefois mitigé de six victoires, huit nuls, et dix défaites. Dès la saison suivante, le club termine champion de sa poule, avec quatre points d'avance sur son dauphin, qui n'est autre que le FC Mulhouse. Son bilan est de treize victoires, six nuls, et trois défaites. Après trois saisons moyennes, le club devient vice-champion du groupe Est en 1968, avec sept points de retard sur la réserve du FC Sochaux-Montbéliard qui remporte le titre.
Néanmoins, après une décennie passée au plus haut niveau amateur, le club est relégué en DH Alsace en 1972, c'est-à-dire deux saisons seulement après la création du Championnat de France de football de Division 3. La dégringolade continue ensuite avec une relégation en Promotion d'Honneur à la fin de la saison 1974. C'est en 1978 que les joueurs parviennent à remonter en Division d'Honneur Alsace.
Les parcours en Division d'Honneur Alsace sont plus l'ensemble plutôt heureux pour le club, avec une deuxième place obtenue en 1982, derrière la réserve du FC Mulhouse, synonyme de montée en Championnat de France de football de Division 4, où le club ne reste qu'une saison, finissant premier relégable, avec seulement 21 points récoltés en 26 rencontres. Il s'ensuit différents parcours en première moitié de tableau de DH Alsace, série qui se conclut par un nouveau titre en 1988. Après trois saisons en Division 4 et une relégation à l'issue du championnat de D4 1990-1991, le retour en Division d'Honneur se fait en 1991.
Le retour en DH est difficile, et en 1993, avec un bilan de quatre victoires, quatre nuls, et dix-huit défaites, le club termine dernier et est relégué en Promotion d'Excellence. Depuis, la chute du club continue, lentement, tout au long des années 1990. Alors en Promotion d'Excellence, le président Charles Hunold s'entend avec Gilbert Saglio, président du Red Star Mulhouse, pour la fusion des deux clubs, qui deviennent le 22 juin 2002 l'Association Sportive Red Star Mulhouse.
En 2023, les couleurs et logo de l'ASM sont repris dans le mutualisation de l'AS Red Star Mulhouse et du Real Asptt Mulhouse pour la naissance de Mulhouse Foot Réunis , qui hérite du passé glorieux de ces deux clubs historiques mulhousiens.

## Palmarès et résultats

### Titres et trophées
| Compétitions nationales                                 | Compétitions régionales |
| - CFA Est (Troisième niveau national) - Champion : 1964 | - DH Alsace - Champion : 1955, 1962, et 1988 - Excellence - Champion : 1998 et 2000 - Promotion d'Excellence - Champion : 1993 et 1997 - Promotion d'Honneur - Champion : 1978 - Promotion - Champion : 2002 - Coupe d'Alsace de football - Champion : 1963 - Finaliste : 1961 et 1964 |

## Personnalités du club

### Anciens joueurs devenus professionnels
- Daniel Bourgeois
- Lucien Bruat

### Présidents
| Rang | Nom               | Période   |
| ---- | ----------------- | --------- |
| 1    | Gaston Hecky      | 1945-1951 |
| 2    | Alfred Rosenblatt | 1951-1957 |
| 3    | Sylvestre Nicolas | 1957-1970 |
| 4    | Georges Henner    | 1970-1973 |

| Rang | Nom                 | Période   |
| ---- | ------------------- | --------- |
| 5    | Georges Henn        | 1973-1978 |
| 6    | Georges Haefflinger | 1978-1985 |
| 7    | Patrick Feibelmann  | 1985-1998 |
| 8    | Charles Hunold      | 1998-2002 |